# Francis Hallé
Francis Hallé (15 april 1938) is een Frans botanicus en bioloog. Hij legt zich toe op de studie van het tropisch regenwoud en van de boomarchitectuur of kroonarchitectuur bij bomen. Hij is emeritus hoogleraar van de Universiteit van Montpellier.
In 2010 maakte hij samen met Luc Jacquet de documentaire La forêt des pluies over oerbossen.
- Bibsys: 8017758
- Bibliothèque nationale de France: cb12179806h (data)
- Author citation (botany): F.Hallé
- Catàleg d'autoritats de noms i títols de Catalunya: 981058616272706706
- CiNii: DA02471110
- Stuttgart Database of Scientific Illustrators 1450–1950: 9585
- Gemeinsame Normdatei: 123742234
- International Standard Name Identifier: 0000 0001 2117 282X
- Library of Congress Control Number: n80104025
- Nationale Bibliotheek van Tsjechië: mub20191034597
- Nationale Bibliotheek van Israël: 987007435291105171
- Nederlandse Thesaurus van Auteursnamen: 105454788
- Réseau des bibliothèques de Suisse occidentale: 02-A003343142
- Système universitaire de documentation: 030368723
- Virtual International Authority File: 53656
- WorldCat: E39PBJqVPTfQwjdQ6BFtqkMF8C

1. 1 2 3 4  Nationaal Normbestand van Tsjechië; geraadpleegd op: 7 november 2022; NKC-identificatiecode: mub20191034597.